# Elie Onana
Elie Onana (Okola, 13 ottobre 1951 – Yaoundé, 2 aprile 2018) è stato un calciatore camerunese, di ruolo difensore.

## Carriera
Con la Nazionale camerunese ha preso parte ai Mondiale del 1982 in Spagna, disputando da titolare tutti i tre incontri della formazione africana nel torneo